# Американо-косовские отношения
Американо-косовские отношения — двусторонние дипломатические отношения между Соединёнными Штатами Америки и частично признанным государством Республикой Косово.

## История
В конце 1998 года президент Союзной Республики Югославия Слободан Милошевич развязал жестокую полицейскую и военную кампанию против Армии освобождения Косова, которая включала в себя и эпизоды насилия против гражданского населения самопровозглашенного государства. Слободан Милошевич не стал следовать Рамбуйским соглашениям по прекращению насилия в Косово, что привело к началу военной кампании НАТО против Союзной Республики Югославия. C марта по июнь 1999 года Соединённые Штаты Америки осуществляли бомбардировки территории Союзной Республики Югославия, включая Белград.
В ноябре 2005 года Контактная группа (Франция, Германия, Италия, Россия, Великобритания и Соединённые Штаты) подготовили ряд предложений для урегулирования будущего статуса Косово. К числу ключевых принципов относятся: не допустить повторения конфликтной ситуации 1999 года, отсутствие изменений в границах Косово, а также недопустимость деления территории Косова или объединения с соседними государствами. Позднее представители Контактной группы сообщили, что будущий статус Косова должен быть определён населением этой территории.
17 февраля 2008 года произошло одностороннее провозглашение независимости Республики Косово от Сербии. 18 февраля 2008 года США признали независимость Республики Косово. В 2010 году начались переговоры между Европейским союзом и Республикой Косово, которые были организованы благодаря инициативе США. Также, Соединённые Штаты прилагают усилия для того, что между Сербией и Республикой Косово нормализовались отношения. В 2009 году в Приштине был установлен бронзовый памятник экс-президенту США Биллу Клинтону в знак благодарности за вмешательство в Косовскую войну, а также в 2016 году именем сына вице-президента США Джо Байдена было названо шоссе в Республике Косово. В январе 2018 года жители Республики Косово заняли первое место в Европе по уровню одобрения политики Соединённых Штатов Америки и президента этой страны Дональда Трампа.
2 февраля 2018 года министр иностранных дел Республики Косово Бехджет Пацолли провёл рабочую встречу с членом Палаты представителей США Стивеном Палаццо. На встрече Бехджет Пацолли сделал заявление, что Республика Косово всегда будет благодарна США за поддержку на международной арене и оказанную ими помощь в становлении независимости молодой республики.

## Торговые отношения
Инвестиции Соединённых Штатов Америки в экономику Республики Косово сосредоточены в секторах строительства, энергетики, здравоохранения, информационных технологий и недвижимости. Республика Косово имеет льготы на поставку в Соединённые Штаты 3500 наименований товаров.